# Каллиник IV
Патриарх Калли́ник IV (греч. Καλλίνικος Δ΄), в миру Константин Маврикиос (греч. Κωνσταντίνος Μαυρίκιος; 1713—1791) — епископ Константинопольской православной церкви. Патриарх Константинопольский (16 января — 22 июля 1757).

## Биография
Константин Маврикиос родился в 1713 году в городе Загора (Греция). В 1728 году переехал в Стамбул.
В 1740 году рукоположен в сан диакона. 28 августа 1741 года назначен Великим протосинкеллом Патриарха Константинопольского.
23 сентября 1743 года он был рукоположен во епископа и назначен митрополитом Проилава (ныне Брэила, Румыния).
В 1748 году освобожден от управления Проиловской митрополией и вернулся в Стамбул.
Находясь в Стамбуле выступал за то, чтобы отменить необходимость повторного крещения для новообращенных из Римско-католической и Армянской Апостольской церквей. Эти общины были особенно многочисленны после Османско-Венецианской войны, в ходе которой Османская империя отвоевала находящийся под властью Венеции Пелопоннес. Против этого активно выступал патриарх Кирилл V, поддерживаемый некоторыми учеными, такими как Евгений Вулгарис и Евстратий Ардженти. Каллиника поддерживали большинство митрополитов — членов Священного Синода и 28 апреля 1755 года Священный Синод большинством голосов поддержал его инициативу. Однако патриарх Кирилл V не принял этого решения и выслал всех митрополитов, которые поддержали Калинника. Сам Каллиник успел бежать и в 1756 году получил убежище во французском посольстве.
От французов Каллиник получил большую сумму денег, которая была передана султану Осману III, чтобы он помог сместить Кирилла V с патриаршего престола.
16 января 1757 года Кирилл V был низложен и Священный Синод избрал Каллиника Вселенским патриархом. Однако его назначение было не принято верующими. Интронизация проходила под усиленной охраной янычар, так как разгневанная толпа многократно пыталась напасть на новоизбранного патриарха.
22 июля 1757 года был вынужден уйти на покой и был сослан на остров Лемнос, а затем в Монастырь святой Екатерины на горе Синай. Там он работал в старинной библиотеке монастыря.
В октябре 1763 года вернулся в свой родной город Загора, где он основал местную библиотеку и посвятил себя изучению святоотеческих трудов.
Скончался в 1791 году в Загоре.